# NGC 5501
NGC 5501 este o low-surface-brightness galaxy⁠(d) situată în constelația Fecioara. A fost descoperită în 13 aprilie 1828 de către John Herschel. Se află la o distanță de 109,44 megaparseci de Pământ.